# Новая Персея 2018
Новая Персея 2018 — яркая новая звезда, открытая в созвездии Персея 29 апреля 2018 года. Ранее была известна как карликовая новая и имела обозначение V392 Персея.

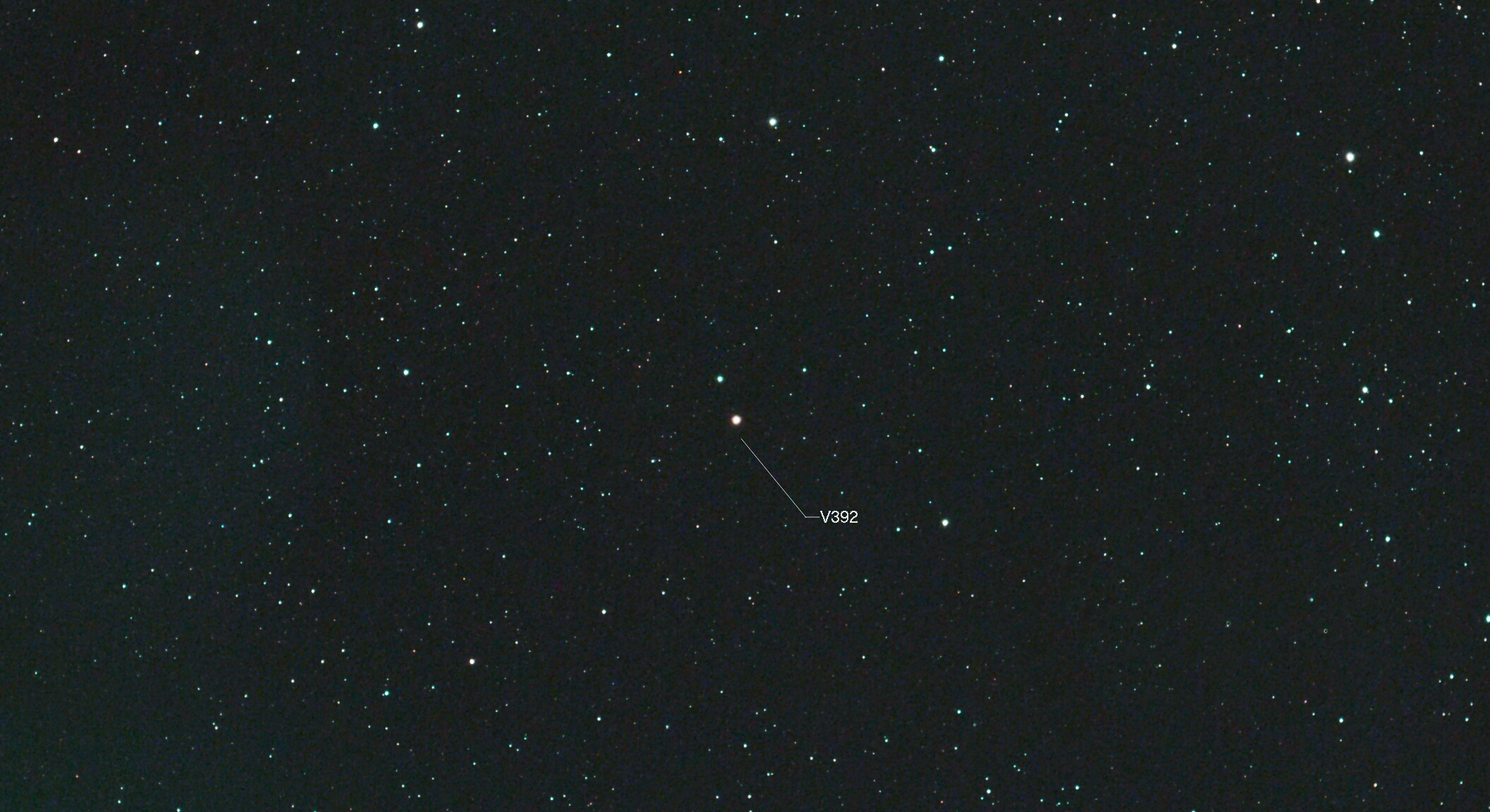
V392 Персея, 2 мая 2018 года, 22:00 UT. Чуть более слабая звезда, находящаяся рядом, — BD+47°1026 9-й звёздной величины. Верх изображения направлен в восточную сторону.

Переменные типа U Близнецов (или карликовые новые) представляют собой тип катаклизмических переменных звёзд, состоящих из тесной двойной системы, один из компонентов которой является белым карликом, аккрецирующим вещество с более холодной звезды главной последовательности или субгиганта. V392 Персея была открыта в 1970 году и получила обозначение год спустя. Обычно видимая звёздная величина объекта составляла 17,4, во вспышках она уменьшалась на 2-3 звёздные величины. При исследовании спектра двойной системы в спокойном состоянии был обнаружен только более холодный компонент. В спектре наблюдаются эмиссионные линии H-альфа, а также линии нейтрального и ионизованного гелия.
29 апреля 2018 года Юдзи Накамура (англ. Yuji Nakamura) обнаружил, что звезда является чрезвычайно яркой; исследование спектра показало, что звезда испытала вспышку новой с видимой звёздной величиной 6,2 30 апреля. В спектре были видны широкие эмиссионные линии Hα и FeII с профилем типа P Лебедя. Скорость расширения при вспышке достигала 2680 км/с.
Наблюдения на телескопе Fermi-LAT 30 апреля 2018 года показали наличие мощного источника гамма-излучения, совпадающего по координатам с новой. Фотометрические исследования, проведённые в Обсерватории Конкоя 1 мая 2018 года, показали, что видимая звёздная величина в полосе V составила 7,38, а в полосе B — 8.22, то есть новая становится слабее.